# Uršulinke
Uršulinke su ženski rimokatolički crkveni red kojeg je osnovala sveta Anđela Merici 1535. pod imenom Družba svete Uršule. U početku su se posvetile odgoju i vjerskom poučavanju djevojčica koje su napustili roditelji, te brizi o bolesnima i siromašnima. Poslije se djelovanje proširilo i na poučavanje svjetovnih predmeta, uz otvaranje internata i škola za žensku mladež. Zaštitnica reda je sveta Uršula.
U Hrvatskoj uršulinke s djelovanjem počinju u Varaždinu 1703., gdje su osnovale prvu školu, gimnaziju i preparandiju. Hrvatska zajednica sestara uršulinki pripada Rimskoj uniji, a ima 7 zajednica i broji 69 zavjetovanih sestara. Djeluju u Zagrebu, Slavonskom Brodu, Varaždinu, Rovinju i Zenici.

## Svetice i blaženice iz reda[4]
- Marija od Utjelovljenja Martin-Guyart (1599. – 1672.)
- Blandina (Marija Magdalena) Merten (1883. – 1918.)
- Uršula (Julija Marija) Ledochówska (1865. – 1939.)
- Elizabeta Terezija i družice, (16 uršulinki pogubljenih 1794., u vrijeme Francuske revolucije)
- Marija Klemensa (1890. – 1943.), umrla mučeničkom smrću u Auschwitzu
- Klotilda Anđela i družice (11 uršulinki pogubljenih 1794., nakon Francuske revolucije)
- Jerina Boellein (1875. – 1952.)

## Vanjske poveznice
- Hrvatska provincija uršulinki Rimske unije